# Francesco Ricci Paracciani
Francesco Ricci Paracciani (Roma, 8 de junho de 1830 – 9 de março de 1894) foi um cardeal italiano da Igreja Católica, Arcipreste da Basílica de São Pedro.

## Biografia
De uma família da nobreza toscana, era filho do Marquês Pietro Ricci Paracciani e Elisabetta Cavalletti. Ele era sobrinho-tataraneto do cardeal Giandomenico Paracciani, sobrinho-bisneto do cardeal Urbano Paracciani Rutili, segundo primo do cardeal Niccola Clarelli Paracciani e primo do cardeal Salvatore Nobili Vitelleschi.
Não se tem informações de sua ordenação como padre, foi prelado doméstico de Sua Santidade, ajudou ativamente os trabalhadores, os pequenos artesãos, os condenados à morte e os jovens. Nomeado em 24 de março de 1868 como Mestre de audiências de Sua Santidade, foi nomeado Prefeito do Palácio Apostólico em 1 de outubro de 1875. Foi cônego do Capítulo da Basílica de São Pedro e o governador do conclave de 1878.
Foi criado cardeal in pectore pelo Papa Leão XIII, no Consistório de 13 de dezembro de 1880, sendo revelado seu nome no Consistório de 27 de março de 1882, recebendo o barrete vermelho e o título de cardeal-diácono de Santa Maria em Portico Campitelli em 30 de março do mesmo ano.
Torna-se Grão Prior da Ordem Soberana e Militar de Malta, em 4 de março de 1885. Optou pela ordem dos cardeais-presbíteros e título de São Pancrácio no Consistório de 1 de junho de 1891. Em 26 de janeiro de 1892, foi nomeado Presidente da Fábrica de São Pedro e, em 6 de outubro, arcipreste da Basílica de São Pedro.
Foi um dos pioneiros do catolicismo social na Itália, tendo presidido a Comissão das Escolas Noturnas e a Comissão dos Hospitais Romanos.
Morreu em 9 de março de 1894, em Roma. Foi velado na igreja de San Giovanni dei Fiorentini e enterrado na capela do capítulo do Vaticano, no cemitério Campo di Verano.